# Martignargues
Martignargues – miejscowość i gmina we Francji, w regionie Oksytania, w departamencie Gard.
Według danych na rok 1990 gminę zamieszkiwało 241 osób, a gęstość zaludnienia wynosiła 49 osób/km² (wśród 1545 gmin Langwedocji-Roussillon Martignargues plasuje się na 674. miejscu pod względem liczby ludności, natomiast pod względem powierzchni na miejscu 1016.).